# Ода Афродите

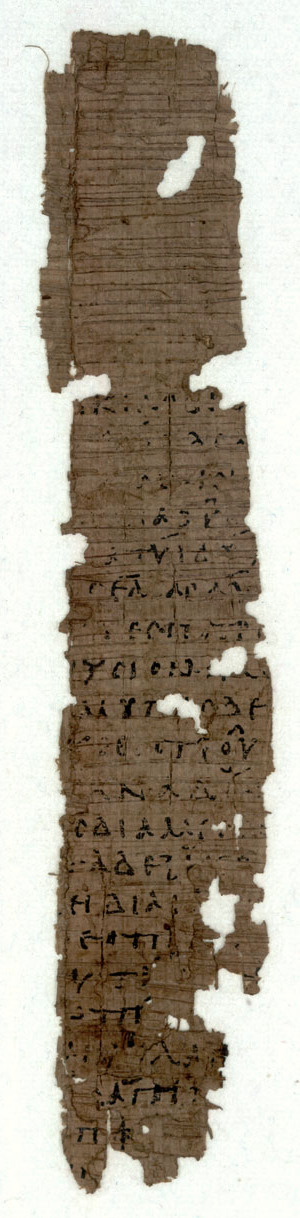
Папирус 2288

«Ода Афродите» («Гимн Афродите», «Сапфо, фрагмент 1») — лирическое стихотворение древнегреческой поэтессы Сапфо, предположительно написанное в конце седьмого — начале шестого веков до нашей эры. В оде Сапфо называет себя по имени и призывает богиню Афродиту, чтобы та помогла ей в поисках любимой. Стихотворение сохранилось почти полностью, с двумя неясными местами в тексте. Это одно из немногих произведений Сапфо, дошедших до нас целиком. Основными документами, по которым известна ода, являются цитаты из трактата Дионисия Галикарнасского «О композиции», а также фрагменты текста на клочке папируса (номер 2288), обнаруженного в Оксиринхе в Египте в 1952 году.
Это произведение пользовалось большой популярностью в Древней Греции, о чём свидетельствует найденный археологами датируемый III—II вв. до н. э. остракон с его цитатой.
«Ода Афродите» состоит из семи сапфических строф (в каждой по 4 строки), написанных на эолийском диалекте древнегреческого языка. Она начинается с обращения к богине Афродите, за которым следует повествовательная часть, в которой говорящая описывает предыдущий случай, когда богиня помогла поэтессе. Стихотворение заканчивается просьбой к Афродите ещё раз прийти на помощь Сапфо. Существуют разногласия по вопросу о том, насколько всерьёз написано стихотворение: по крайней мере некоторые его части кажутся намеренно юмористическими. Поэма использует язык Гомера и отсылает к эпизодам из «Илиады».
В греческом оригинале оды объектом чувств Сапфо является другая женщина: пол возлюбленной определяется словом женского рода «ἐθέλοισα» в строке 24. Это одно из немногих стихотворений поэтессы, где прямо говорится об однополой любви (наряду с фрагментом 31 и фрагментом 94). Однако европейские переводчики заменяли любовные обращение к женскому роду в стихах Сапфо на мужской род. Корректный перевод был выполнен впервые Теодором Бергком в 1835 году, однако такое прочтение стало общепринятым только в 1960-х годах; особенности женской адресации «Оды» подробно разъясняет автор нового комментированного русского научного перевода Т. Г. Мякин. Греческий текст с английским подстрочником был издан в Великобритании в 1735 году Джоном Аддисоном.

## В России
Сапфо является одной из самых часто переводимых на русский язык авторов. Известны десятки вариантов переводов «Оды Афродите». Исследователи особо отмечают трёх авторов: А. П. Сумарокова (1781, с первого перевода на русский язык Г. В. Козицкого («Разнопрестольная, бессмертная Афродита…», 1759)), В. В. Вересаева (1915) и В. И. Иванова (1914). Первое из этих стихотворений наиболее приближено к оригиналу, однако все три значительно устарели.
| На языке оригинала | В переводе А. П. Сумарокова | В переводе В. В. Вересаева | В переводе В. И. Иванова |
| ποικιλόθρον’ ἀθανάτ’ Ἀφρόδιτα, παῖ Δίος δολόπλοκε, λίσσομαί σε, μή μ’ ἄσαισι μηδ’ ὀνίαισι δάμνα, πότνια, θῦμον, ἀλλὰ τυίδ’ ἔλθ’, αἴ ποτα κἀτέρωτα τὰς ἔμας αὔδας ἀίοισα πήλοι ἔκλυες, πάτρος δὲ δόμον λίποισα χρύσιον ἦλθες ἄρμ’ ὐπασδεύξαισα· κάλοι δέ σ’ ἆγον ὤκεες στροῦθοι περὶ γᾶς μελαίνας πύκνα δίννεντες πτέρ’ ἀπ’ ὠράνωἴθε- ρος διὰ μέσσω· αἶψα δ’ ἐξίκοντο· σὺ δ’, ὦ μάκαιρα, μειδιαίσαισ’ ἀθανάτῳ προσώπῳ ἤρε’ ὄττι δηὖτε πέπονθα κὤττι δηὖτε κάλημμι κὤττι μοι μάλιστα θέλω γένεσθαι μαινόλᾳ θύμῳ· τίνα δηὖτε πείθω ἄψ σ’ ἄγην ἐς ϝὰν φιλότατα; τίς σ’, ὦ Ψάπφ’, ἀδικήει; καὶ γὰρ αἰ φεύγει, ταχέως διώξει, αἰ δὲ δῶρα μὴ δέκετ’, ἀλλὰ δώσει, αἰ δὲ μὴ φίλει, ταχέως φιλήσει κωὐκ ἐθέλοισα. ἔλθε μοι καὶ νῦν, χαλέπαν δὲ λῦσον ἐκ μερίμναν, ὄσσα δέ μοι τέλεσσαι θῦμος ἰμέρρει, τέλεσον, σὺ δ’ αὔτα σύμμαχος ἔσσο. | Разных, Афродита, царица тронов, Дщерь Зевеса, просьбу мою внемли ты: Не тягчи мне пагубной грустью сердца, Чтимая всеми! Если глас мой ты со приятством слышишь, Как ты прежде часто его внимала И, оставив дом свой, ко мне сходила, — Сниди и ныне! На златой ко мне колеснице ездя, Ты впряжённых гнала к полёту птичек, В быстром беге скоростью секла воздух, Шествуя с неба. Птички отлетали, а ты, богиня, Щедрым видом спрашивала с улыбкой: «Что тебе теперь за несчастье сталось? Сказывай, Сафа. Объяви мне, сердце чего желает, Чьей ты сердцу склонности ищешь ныне, И кого ты сетью поймать стремишься? Кто востревожил? Коль бежит тебя, за тобой побегнет; Коль даров твоих не берёт, он сам даст; Коль не любит, станет любить как душу, Слушать приказа». Прииди, богиня, избавь напасти И желанье сердца исполни ныне! Возлагаю всю на тебя надежду; Дай ты мне помощь! | Пестрым троном славная Афродита, Зевса дочь, искусная в хитрых ковах!.. Я молю тебя, не круши мне горем Сердца, благая! Но приди ко мне, как и раньше часто Откликалась ты на мой зов далекий И, дворец покинув отца, всходила На колесницу Золотую. Мчала тебя от неба Над землей воробушков малых стая; Трепетали быстрые крылья птичек В далях эфира, И, представ с улыбкой на вечном лике, Ты меня, блаженная, вопрошала, В чем моя печаль и зачем богиню Я призываю, И чего хочу для души смятенной. «В ком должна Пейто, скажи, любовно Дух к тебе зажечь? Пренебрег тобою Кто, моя Сапфо? Прочь бежит — начнет за тобой гоняться. Не берет даров — поспешит с дарами, Нет любви к тебе — и любовью вспыхнет, Хочет, не хочет». О, приди ж ко мне и теперь от горькой Скорби дух избавь и, что так страстно Я хочу, сверши и союзницей верной Будь мне, богиня. | Радужно-престольная Афродита, Зевса дочь бессмертная, кознодейка! Сердца не круши мне тоской-кручиной! Сжалься, богиня! Ринься с высей горних,— как прежде было: Голос мой ты слышала издалече; Я звала — ко мне ты сошла, покинув Отчее небо! Стала на червонную колесницу; Словно вихрь, несла ее быстрым лётом, Крепкокрылая, над землею темной Стая голубок. Так примчалась ты, предстояла взорам, Улыбалась мне несказанным ликом… «Сапфо! — слышу.— Вот я! О чем ты молишь? Чем ты болеешь? Что тебя печалит и что безумит? Все скажи! Любовью ль томится сердце? Кто ж он, твой обидчик? Кого склоню я Милой под иго? Неотлучен станет беглец недавний; Кто не принял дара, придет с дарами; Кто не любит ныне, полюбит вскоре — И безответно…» О, явись опять — по молитве тайной Вызволить из новой напасти сердце! Стань, вооружась, в ратоборстве нежном Мне на подмогу! |

Оду также переводили:

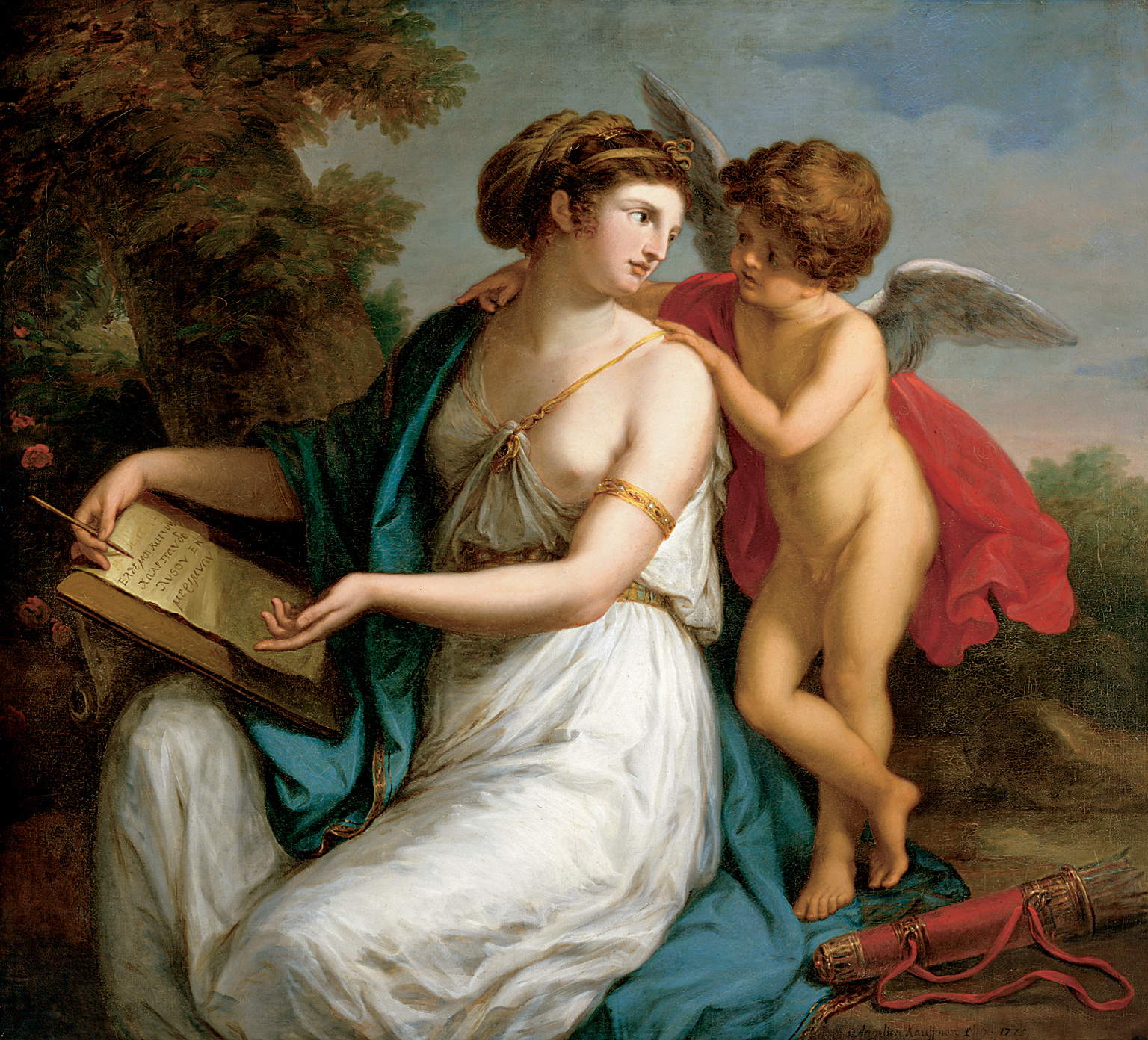
«Сапфо, вдохновленная любовью». 1775. Ангелика Кауфман. На картине воспроизведен отрывок оды.

- Неизвестный. «Гимн Венере» («Великая и бессмертная богиня!..») // Санкт-Петербургские вести. 1780. Ч. 6, № 10. С. 278—279.
- И. И. Виноградов («Имн лесбийския стихотворицы Сафоны к Афродите», 1786)[16]
- А. И. Бухарский («Имн Венере», 1792)
- Н. Ф. Эмин («Гимн Венере», 1795)
- Г. Р. Державин («Гимн Сафы Венере», 1800)
- С. С. Бобров («Имн Венере», 1805)
- П. И. Голенищев-Кутузов («Гимн Венере», 1805)
- А. Н. Радищев («Гимн Сафы», 1805)
- А. Х. Востоков
- В. Г. Анастасевич («Имн Венере», «Песнь Венере», 1808)
- А. Ф. Мерзляков («Гимн Венере от Сафы», 1826)
- И. И. Мартынов («Разнопрестольная, бессмертна Афродита…», 1829)
- П. А. Катенин («Гимн Сафы Афродите», 1838)[17]
- В. И. Водовозов («Златотронная, юная, вечно-прекрасная…», 1857)
- А. Д. Иноземцев («На расписном троне богиня сидящая…», 1877)
- Ф. Е. Корш («С высоты многоцветного трона…», 1880)
- К. Герра (Мазурин) («Богиня алтарей, царица Афродита…», 1891)
- А. Богословский
- С. Бобровский
- А. Тамбовский (Михневич) («О, вечно юная, на троне разноцветном…», 1895)
- Н. Ф. Арбенин («Гимн Афродите», 1898)
- Неизвестный. «В царстве цветов, порожденная пеной…» / / ЖО. 1899. № 49. С. 378.
- М. И. Берг («О, богиня, с трона цветов внемли мне…», 1906)
- А. Иванов («О, Афродита, Зевса порожденье…», 1913)
- Г. Ф. Церетели («Златотронная, Зевсова дочь, Афродита…», 1912, «Радужно престольная Афродита…», 1927)
- С. И. Радциг («Афродита на троне прекрасном…», 1959)
- И. А. Евса («Гимн Афродите», 2001)[6]
- Т. А. Азаркович («Гимн Афродите», 2001)[18]
- Т. Г. Мякин («Зевса дочь, бессмертная Афродита», 2012)[19]
- И. Соколов («Молитва Афродите», 2017)[20]
- И. Анастасиади («К тебе, божественно прекрасная Афродита…», 2017)[21]
- А. Зимин («О Афродита, Зевса порождение…», 2020)[22]
- На украинский язык оду перевели И. Я. Франко («Афродіто, безсмертна Зевсова доню…», 1913)[23] и Г. П. Кочур («Барвношатна владарка, Афродіто…», 1985)[24]